# Oligopogon graecus
Oligopogon graecus là một loài ruồi trong họ Asilidae. Oligopogon graecus được Geller-Grimm & Hradský miêu tả năm 2003. Loài này phân bố ở vùng Cổ Bắc giới.